# Pelargonium grenvilleae
Pelargonium grenvilleae är en näveväxtart som först beskrevs av Gábor Gabriel Andreánszky, och fick sitt nu gällande namn av William Henry Harvey. Pelargonium grenvilleae ingår i släktet pelargoner, och familjen näveväxter. Inga underarter finns listade i Catalogue of Life.